# Julio Dalmao
Julio Dalmao (Montevideo, 5 maggio 1949) è un ex calciatore uruguaiano, di ruolo difensore e centrocampista.

## Carriera

### Club
Dalmao iniziò la carriera agonistica nel Cerro, ottenendo come miglior piazzamento con gli albiceleste il secondo posto nella Primera División Uruguaya 1960.
Nel 1961 si trasferisce in Argentina per giocare con il Velez, con cui ottiene nella sua stagione d'esordio il settimo posto finale a cui segue l'anno seguente il tredicesimo posto, identico piazzamento ottenuto nel 1963.
Nel 1964 ottiene l'ottavo posto mentre nella stagione seguente ottiene il suo miglior piazzamento con il Velez, chiudendo l'annata al terzo posto finale. Nella sua ultima stagione in Argentina ottiene il quarto posto finale.
Nel 1967 torna agli uruguaiani del Cerro con cui partecipa nelle vesti del New York Skyliners all'unica edizione del campionato nordamericano dell'United Soccer Association, lega che poteva fregiarsi del titolo di campionato di Prima Divisione su riconoscimento della FIFA, nel 1967: quell'edizione della Lega fu disputata utilizzando squadre europee e sudamericane in rappresentanza di quelle della USA, che non avevano avuto tempo di riorganizzarsi dopo la scissione che aveva dato vita al campionato concorrente della National Professional Soccer League. Con i Skyliners non superò le qualificazioni per i play-off, chiudendo la stagione al quinto posto della Eastern Division.
Nel 1969 torna a giocare in patria con i Huracán Buceo con cui nella stagione 1970 giunge al secondo posto nel Gruppo per il titolo.
Nel 1973 passa al Rentistas ed infine chiude la carriera nel Nacional.

### Nazionale
Nel 1958 partecipò con la Nazionale Under-19 di calcio dell'Uruguay al Campionato sudamericano di calcio Under-19, vincendolo.
Nel 1959 partecipò con la nazionale maggiore al Campeonato Sudamericano de Football svoltosi in Ecuador, che vinse senza però mai scendere in campo.

## Palmarès

### Nazionale
- Campionato sudamericano Under-19: 1

Cile 1958
- Coppa America: 1

Ecuador 1959